# Inuit múmiák

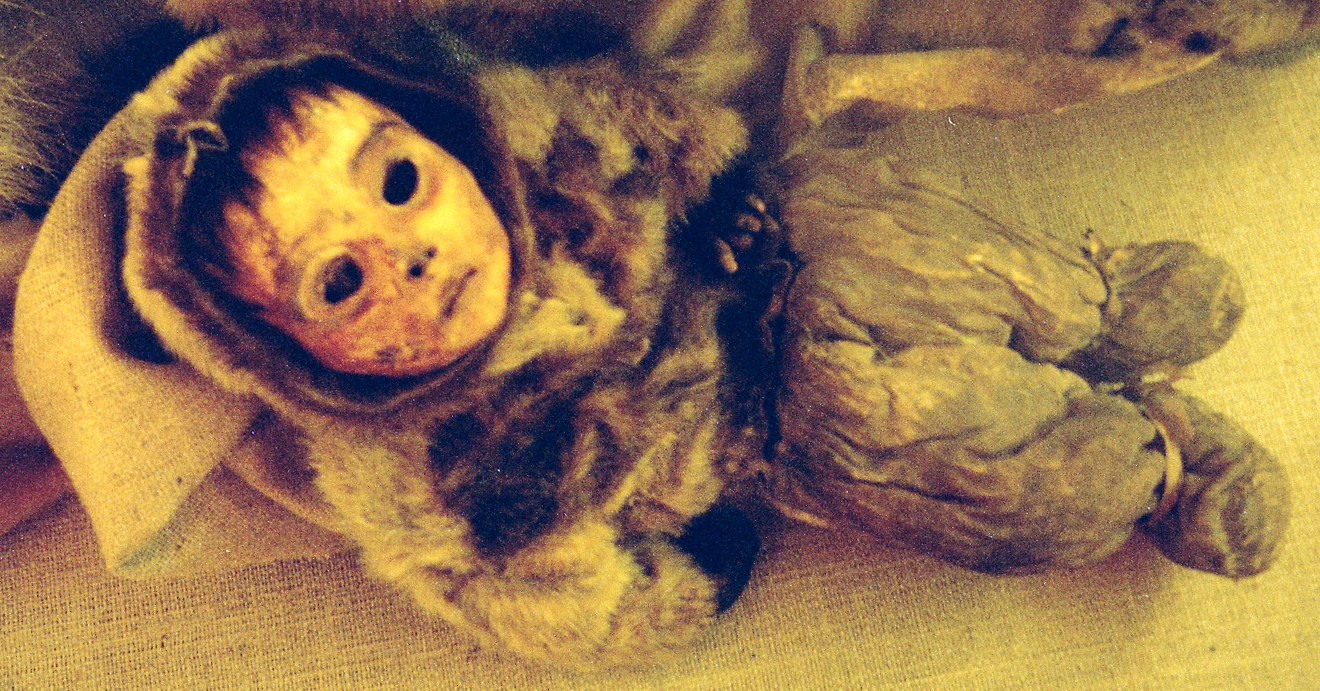
A qilakitsoq-i csecsemőmúmia

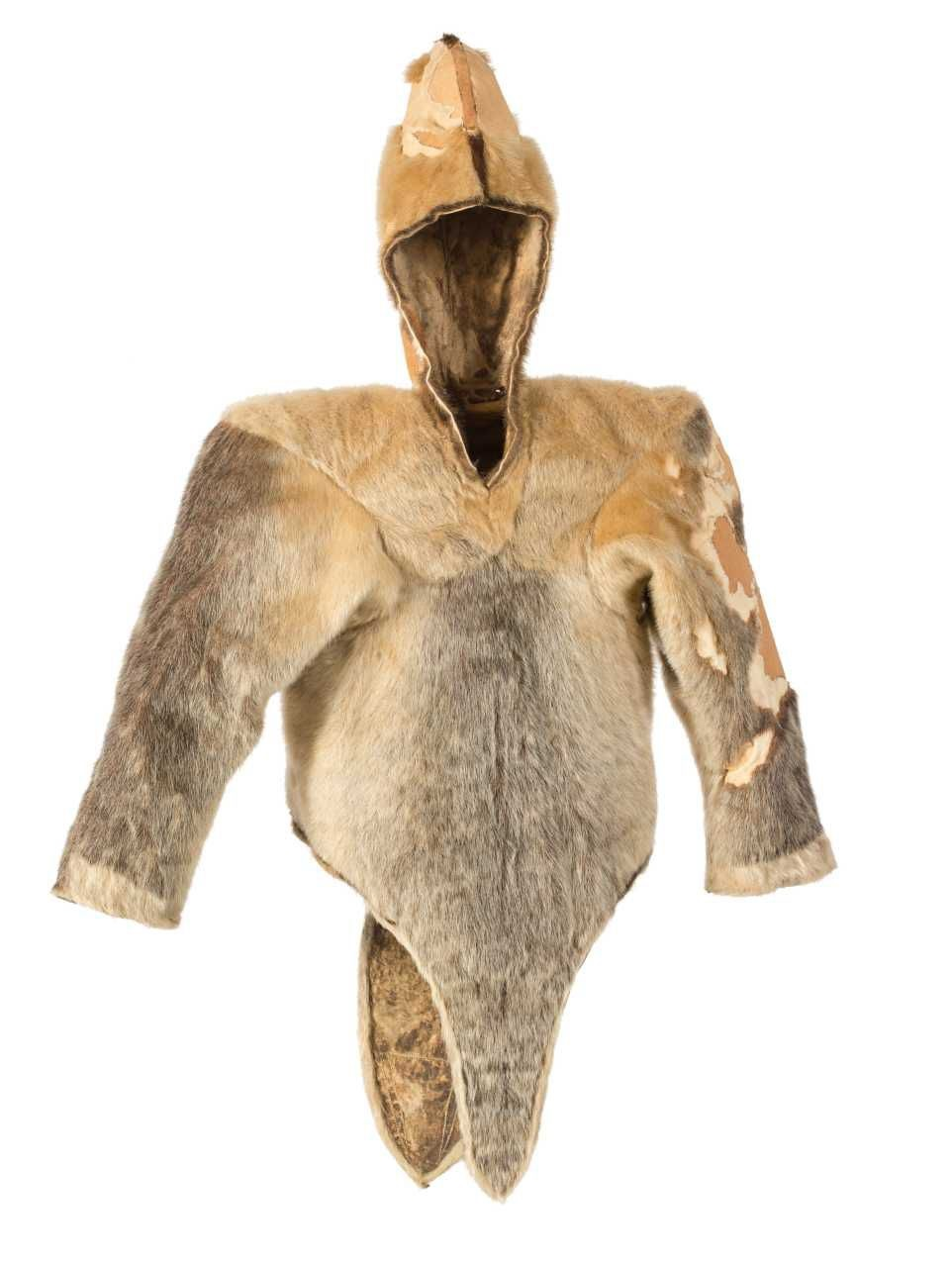
A sírokból előkerült egyik szőrmeöltözet

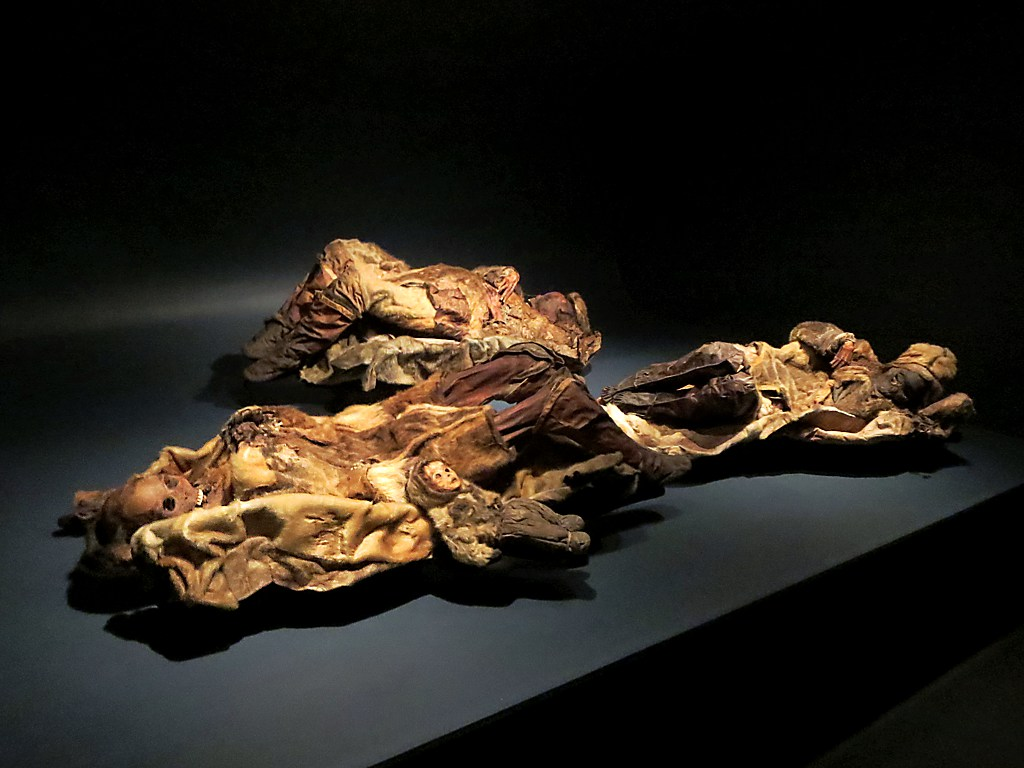
A Nuukban őrzött múmiák

Az inuit múmiák vagy más néven qilakitsoq-i múmiák 1972-ben kerültek elő a grönlandi Nuussuaq-félszigetről, 450 km-re az Északi sarkkörtől, ahol egy az ún. Thule-kultúrához kapcsolódó eszkimó település állt fenn több évszázadon át. Az összesen nyolc holttestet egy sziklaüregben temették el még 1475 körül és az azóta eltelt közel 500 év alatt rendkívül jó minőségben konzerválódtak. A qilakitsoq-i múmiák az eddig talált legjobban megőrződött holttestek a hideg éghajlatról. Ennek köszönhetően a kutatók rengeteg dolgot megtudhattak a gyarmatosítás előtti eszkimók életviteléről és életkörülményeiről. A megtalált testek közül ketten gyerekek voltak, a legfiatalabb egy hathónapos csecsemő, aki vélhetően élve került a sírgödörbe.
Napjainkban négy múmia a Grönlandi Nemzeti Múzeumban tekinthető meg, négy másikat a nuuki archívumban helyeztek el.

## A térség előtörténete
Qilakitsoq egy Uummannaq nevű település mellett fekszik a Nuussuaq-félsziget északi felén, egy védett öbölben. A Qilakitsoq a grönlandi inuit nyelven annyit tesz alacsony égbolt, ami a környező meredek sziklákra és a nagyon gyakori ködre utal. A területen már 1903 óta régészeti feltárást folytattak a dánok. 1952-ben egy 83 millió éves, 1,87 m hosszú megkövesedett őskagyló maradványait fedezték fel a félszigeten és a korábbi eszkimó település maradványai is előkerültek. A térségben 4300 éve állt fenn az ún. Saqqaq-kultúra.
Qilakitsoq környékén már az előző évtizedekben is találtak sírokat, de azok egyikében sem akadtak mumifikálódott holttestekre, sokkal inkább csontokra, vagy csontmaradványokra és az öltözetek foszlányaira.
Qilakitsoq-ot először Killekitok néven említik európai források 1789-ből. Ekkortájt már 1761 óta volt európai település Uummannaqban, amit akkoriban még Omenak-nak hívtak. A települést csak télen lakták az eszkimók, mint sok másikat Grönlandon. Az akkori őslakosság vélhetően ugyanazoknak volt az utóda, akik 1475 körül eltemették a megtalált múmiákat és már legalább a 10. század óta ezen a helyen laktak. Elődjeik Alaszkából vándoroltak Grönlandra. A település lakosságának száma soha nem volt nagyobb 30 főnél. 1811 után az eszkimók elhagyták a területet, mert a technikailag fejlettebb európai halászokkal és vadászokkal szemben nem tudták már megélhetésüket biztosítani, ugyanis azok szó szerint elorozták előlük a zsákmányt.

## A múmiák felfedezése
1972. október 9-én egy dán testvérpár, Hans és Jokum Grønvold a környéken vadásztak nyírfajdra, amikor egy sziklaüreg fölött félrefordították a feddlapul szolgáló követ és betekintve megpillantották a mumifikálódott emberi tetemeket. Mivel nemcsak a testek, de az őket borító szőrme is igen jó állapotban volt, Grønvoldék először azt hitték, hogy csak nemrég fekszenek itt. Az üreget visszafedték és először a rendőrséghez fordultak.
Miután tisztázódott, hogy régészeti lelőhelyről van szó, a szakemberek megkezdték a feltárások előkészületeit. Grönlandon addig is találtak már mumifikálódott holttesteket, de a qilakitsoq-i felfedezés jelentette a legnagyobb szenzációt. A testek körme, bőre, haja is nagyon jól konzerválódott. A sírban találtak halottak Qilakitsoq ősi településének lakosságához tartozhattak. Az üregben nem érte őket víz és a hideg sem roncsolta annyira a szöveteket. A száraz, páramentes levegő elősegítette a természetes mumifikálódást, s a vadállatok elől is érintetlen maradt a sírbolt.
1978-ban végezték az első közvetlen vizsgálatokat. Szénizotópos analízissel 1425 és 1525 közé tették az üregben talált sírhely keletkezését. A leleteket először Európába vitték és a dán fővárosban, Koppenhágában elemezték ki részletesen. A leleteket végül 1982-ben juttatták vissza Grönlandra.

## Kutatásuk
A kutatók nemcsak a testfelszínt és ruhát, de a belső szerveket is elemzés alá tudták venni. Először nem feltételeztek semmiféle rokoni kapcsolatot az eltemetettek között, később a 2007-ben elvégzett DNS vizsgálatot kimutatták, hogy a holttestek közül heten szoros rokonságban álltak egymással.
A talált holttestek között a legkisebbről eleinte azt hitték játékbaba, de végül kiderült, hogy egy hathónapos csecsemőről van szó.
A testeket függőlegesen helyezték el az üregben, mellettük még rengeteg (kb. 78 darab) állatbőr és bunda volt. A csecsemő holtteste őrződött meg a lehető legjobb állapotban, amit a szakértők annak tulajdonítanak, hogy az ő testszövetjei méreténél fogva hamarabb kiszáradtak az üregben. A fellelt bőrök és bundák a környéken honos rénszarvasoktól és fókáktól származnak, melyek az eszkimók hagyományos zsákmányállatai.
A DNS vizsgálatok kimutatták három eltemetett nőről, hogy testvérek voltak, korukat 50 év körülire becsülték, magasságuk 150 cm volt. Velük együtt került a sírba egy négyéves és az említett féléves kisfiú. A vizsgálat azt is kimutatta, hogy a csecsemő még élt, amikor eltemették. Az élve eltemetés okára két lehetséges magyarázat van: vagy vallási okokból történt, hogy anya és fia együtt lépjenek a túlvilágra, vagy pusztán azért, mert a közösségben senki nem akarta, vagy nem tudta magához venni az árván maradt gyereket. Az eszkimóknál a csecsemők élve eltemetése sajnos igen általános gyakorlat volt, ha az édesanyja még azelőtt meghalt, hogy a gyermek felcseperedett volna. Más vélemények nem tartják valószínűnek az élve eltemetést. Ugyan nem mutatható ki, de nem is kizárt, hogy a csecsemőt a temetés előtt megfojtották, hogy elkerülje a lassú halált a sírban.
A vizsgálatok szerint az idősebb gyereknél már jelentkeztek a Down-szindróma tünetei. Ő is talán még élve került eltemetésre, az viszont nem bizonyítható, hogy betegsége miatt vetette volna ki őt a közösség. Az ősi kultúrákban gyakran előfordult, hogy a torzszülött gyerekeket megölték, mert szörnyeknek gondolták őket. A beteg gyereket viszont csak kitették olyan helyekre, ahol emberek jártak, esetleg mások tudtak arról, hogy ott ilyen gyermekekre lehet ott lelni. Így pedig gyermektelen családok esetleg befogadták őket.
A másik három, szintén női múmia esetén kettőnél mutatták ki a közvetlen rokonságot, az egyik viszont nem állt rokonságban semelyik másik múmiával sem. Valószínűleg az előbbiek valamelyik férfi családtagjának asszonya, így mint közvetett rokont helyezték közös sírba. A három másik női holttest életkora 18-30 év között volt. A két testvérpár az idősebbek lányai voltak, a két kisebb fiú pedig az unokáik.
A holttestek eltemetése hagyományos eszkimó szertartással történt. A sírok is mindig valamilyen lakóhelyhez közeli sziklaüregben voltak. Ez a sírhely viszont aránylag távolabb, mintegy 200 m-re volt az ősi településtől és a többivel ellentétben itt egyszerre több személyt temettek el, így a felfedezés már csak evégett is rendkívül érdekes volt. A rengeteg öltözet elhelyezése a sírboltban az eszkimók azon hitét tükrözi (amely felbukkan számos más nép vagy kultúra hitvilágában is), hogy ezekre az elhunytaknak majd a túlvilágon is szükségük lesz.
A kormeghatározás 1475-re tette a nyolc holttest eltemetésének időpontját (±50 év eltéréssel). Haláluk pontos oka nem bizonyos, csak annyi, hogy mind a nyolcan természetesen úton hunytak el. Daganatokat, vesekövet és székrekedésre utaló jeleket fedeztek fel bennük, amelyek akár okozhatták, vagy jelentős mértékben hozzájárultak halálukhoz.
A múmiák tüdejének nyirokcsomóiban nagy mennyiségű kormot fedeztek fel, ami annak tulajdonítható, hogy a szűk hajlékaikban tőkehal májából származó olajjal fűtött mécseket használhattak. A testszőrzeten, a ruházatban és bőrön élősködők (tetvek) voltak. Ezekből a bélrendszerben is bőven találtak, ami az elfogyasztott táplálékra hullhatott rá a ruhájukról vagy pedig a testükről.
UV-sugárral és infravörösfénnyel történő megvilágítás során tetoválásokat is felfedeztek a felnőttek testén, melyek azok állát, homlokát és szemöldökét díszítették. A tetoválások alapanyaga korom volt, amit egy tűszerű eszköz segítségével szurkáltak bele a bőrbe. A tetoválásokat általában a serdülőkor után, vagy a házasságok megkötését követően vitték fel, hogy így jelezzék a családi állapotot.
A múmiák béltartalmának vizsgálata a táplálkozásra is következtetni enged: csekély mennyiségű növényi táplálékot is fogyaszthattak az itt élő eszkimók, mivel a múmiák beleiben moha, zuzmó és egyéb környékbeli növények maradványai kerültek elő. Az étrend nagy részét természetesen a hús tette ki. Ez 75%-ban tengeri emlősökből és halakból származott, a többi pedig rénszarvasból és más szárazföldi vadból.

### A múmiák rendszerezése
- I/1-es számú múmia, a hathónapos fiú csecsemő (akit vagy élve temettek el, vagy megfojtottak), aki a legjobban konzerválódott. A I/4-es és a II/7-es számú múmiák közvetlen rokona, előbbi lehetett az édesanyja, a másik a nagynénje.
- I/2-es számú múmia, a négyéves Down-szindrómás fiú. Élve eltemetése nem állítható teljes bizonyossággal. Lehetséges, hogy betegsége miatt elhunyt és így kerülhetett a sírba, vagy pedig ő is előzetesen kegyes halálban részesült. Az üregben találtak olyan nyomokat, amelyek arra engednek következtetni, hogy a holttestet a későbbiekben elmozdították. Ez lehetett esetleges újratemetés, de származhatott persze azoktól a látogatóktól is, akik 1972 után jöttek a területre megtekinteni az üreget. A sírt felfedező Grønvoldék is többször észlelték, hogy a fedlap el van fordítva, amit aztán ők toltak ismét a helyére, amíg a profi szakértők meg nem érkeztek.
- I/3-as számú múmia, egy 20 és 30 év körüli nő, akinek közvetlen rokoni kapcsolata volt a II/6-os és II/8-as múmiákkal. Vélhetően az egyiküknek volt a lánya, míg a másiknak az unokahúga. A múmiát Nuukban állították ki. Halálának feltételezett oka vesekő és székrekedés.
- I/4-es számú múmia egy harminc év körüli nő, múmiáját szintén Nuukban őrzik. Testvére volt a II/7-es számú múmiának és valószínűleg a csecsemő édesanyja, mivel húga a jelek szerint nem volt férjezett a halála idején.
- I/5-ös számú múmia 50 év körüli nő, akinél semmilyen rokoni szálat nem tudtak kimutatni a többi holttesttel.
- II/6-os számú múmia a II/8-as számú múmia nővére. Tetoválása igen eltérő a többi nő tetoválásától. Kora 50 év lehetett halála idején.
- II/7-es számú múmia egy 20 év körüli nő, az I/4-es húga, a hathónapos kisfiú feltételezhető nagynénje. Érdekesség, hogy rajta nem találtak tetoválását, talán mert nem volt férjezett, emiatt vélik a kisfiú nagynénjének. Az ő belső szerveit vizsgálták meg a legalaposabban, halálának oka nem ismert. Az ő tüdejében volt a legnagyobb a koromkoncentráció. A ruhája bár szinte teljesen épp volt, de társaihoz képest a test rosszabb állapotban került elő.
- II/8-as számú múmia szintén rossz állapotban került elő. Korát 50 évre becsülik. Testvére volt a II/6-os számú múmiának. Élete utolsó szakaszában egy rosszindulatú daganattól szenvedett, amely hallás- és látáskárosodást okozott neki. Ennek a nőnek korábbról volt egy válltörése is, amely rosszul forrt össze. Az összes többi közül neki lehetett a legrosszabb az egészségi állapota, fogai már jórészt kihullottak és a megmaradt fogak is már igen kopottak voltak. A fogazat erős kopásának oka, hogy a bőr kikészítését az eszkimó asszonyok hajdan a fogaikkal végezték. Ennek következtében viszont nem tudták jól megrágni az étrend jelentős részét kitevő nyers húst, ami az emésztésüket rontotta és hozzájárul olyan szervi bajokhoz, mint a székrekedés, bélcsavarodás, bélgyulladás, stb.

## Külső hivatkozások
- The Qilakitsoq Mummies (thegeneticgenealogist.com)
- Mummifield Greenland Exkimos - The mummies from Qilakitsoq: Eskimos in the 15th century. J. P. Hart Hansen and H. C. Gulløv 1989. Meddelelser om Grønland: Man and Society 12.